# Parauapebas (tiểu vùng)
Parauapebas là một tiểu vùng thuộc bang Pará, Brasil. Tiều vùng này có diện tích 23056 km², dân số năm 2007 là 152551 người.